# Гамсахурдия, Звиад Константинович
Звиа́д Константи́нович Гамсаху́рдия (также иногда используется вариант написания Гамсаху́рдиа, груз. ზვიად კონსტანტინეს ძე გამსახურდია; 31 марта 1939, Тбилиси, Грузинская ССР, СССР — 31 декабря 1993, Дзвели Хибула, Хобский район, Грузия) — грузинский общественный, политический и государственный деятель; писатель, учёный, литературовед, диссидент, доктор филологических наук; председатель Верховного Совета Грузинской ССР (1990—1991) и первый президент Грузии (1991—1992).
Будучи филологом по образованию, занимался литературоведческой и переводческой деятельностью, а также являлся одним из лидеров грузинского национального движения, в советский период активно участвовал в диссидентском движении. В 1990 году возглавил Верховный Совет Грузинской ССР, в следующем году был избран президентом Грузии. С именем Гамсахурдии в этот период связано провозглашение государственной независимости Грузии, начало грузино-абхазского и грузино-южноосетинского конфликта, возникновение внутриполитической нестабильности в стране. Свергнутый в результате переворота в январе 1992 года, Гамсахурдия бежал из Грузии, находился в изгнании, а затем осенью 1993 года возглавил Правительство в изгнании в Западной Грузии, где разразилась гражданская война между центральной властью и его сторонниками, в которой звиадисты потерпели поражение. Скрываясь от правительственных войск, Гамсахурдия погиб в конце 1993 года в селе Дзвели Хибула при невыясненных до конца обстоятельствах, расследование его гибели продолжается по настоящее время.

## Биография

### Ранние годы
Звиад Гамсахурдия родился 31 марта 1939 года в Тбилиси в семье грузинского писателя Константина Симоновича Гамсахурдия (1891—1975) и Миранды (Матико) Палавандишвили. Он являлся потомком дворянского рода Гамсахурдия по отцу и княжеского рода Палавандишвили по линии матери.
Учился в тбилисской школе № 47, его одноклассниками были Мераб Костава, Гурам Дочанашвили и Гела Чарквиани, в детстве жил на улице Грибоедова. В 1954 году Звиад Гамсахурдия и Мераб Костава основали подпольную молодёжную организацию «Горгаслиани». Будучи учеником 11 класса, в возрасте 17 лет Звиад Гамсахурдия вместе с Мерабом Коставой и остальными членами созданной им организации принял участие в событиях 5—9 марта 1956 года в Тбилиси. Попав с этого времени под наблюдение и разработку КГБ ГССР, он был задержан 14 декабря 1956 года вместе с шестью членами своей организации и привлечён к уголовной ответственности по ст. 58 УК ГССР. 5 апреля 1957 года Верховный Суд Грузинской ССР приговорил всех обвиняемых к различным срокам (от трёх до пяти лет) условно и освободил всех из под стражи в зале суда. В 1958 году Звиад был арестован за распространение антикоммунистической литературы и на шесть месяцев помещён в психиатрическую больницу. В 1961 году Гамсахурдия окончил факультет западноевропейских языков Тбилисского государственного университета. По профессии — филолог.
Член Союза писателей Грузии с начала 1970-х годов. В 1977 году Звиад Гамсахурдия был исключён из Союза писателей Грузии. В 1965 году Гамсахурдия стал членом церковного совета тбилисского храма Сиони.

### Диссидент
С 1974 года поддерживал связи с московскими правозащитниками, благодаря Гамсахурдии в правозащитном бюллетене «Хроника текущих событий» стала регулярно публиковаться информация о событиях в Грузии. Также он являлся членом-учредителем «Инициативной группы защиты прав человека в Грузии», созданной в Грузии в 1974 году, автором ряда самиздатских работ, членом советской группы международной неправительственной организации «Международная Амнистия».
В 1975 году Гамсахурдия опубликовал в самиздате отчёт о судебных процессах по поводу пыток в следственных тюрьмах Грузии над людьми, попавшими под следствие по экономическим делам.
С января 1977 года — член-учредитель Грузинской Хельсинкской группы, созданной по образцу МХГ. По словам Гамсахурдия, в этот период он не раз подвергался преследованию сотрудниками КГБ СССР.
7 апреля 1977 года был арестован вместе с Мерабом Костава. Во время одной из демонстраций весной 1978 года были выкрики «Свободу Гамсахурдия!». В том же году Звиад Гамсахурдия выступил с покаянным заявлением, которое было показано по грузинскому телевидению. Покаяние предопределило мягкий приговор — летом 1978 года Гамсахурдия был осуждён на два года (по другим данным — три года) ссылки в Дагестанской АССР, в то же время Мераб Костава был приговорён к реальному лишению свободы, впоследствии был дважды осуждён по другим статьям и вышел на свободу лишь в 1987 году. Ссылку отбывал в посёлке городского типа Кочубей Тарумовского района ДАССР. Указом Президиума Верховного Совета Грузинской ССР в июне 1979 года Гамсахурдия был помилован и вернулся в Тбилиси. После возвращения в Тбилиси получил место старшего научного сотрудника в Институте грузинского языка.
В 1978 году был выдвинут группой американских конгрессменов на получение Нобелевской премии мира вместе с Мерабом Костава, но в этот год лауреатами Нобелевской премии мира стали премьер-министр Израиля Менахем Бегин и президент Египта Анвар Садат за подготовку и заключение соглашений между Израилем и Египтом.

### Литературная и научная деятельность

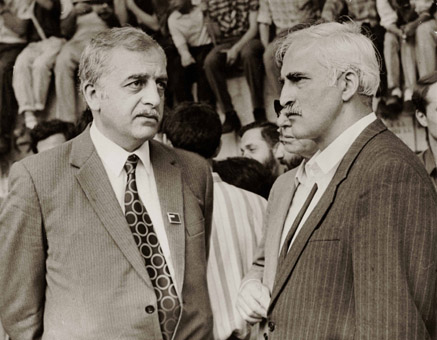
Лидеры грузинского национального движения: Звиад Гамсахурдия и Мераб Костава. Тбилиси, 1988 год

Первые свои научные работы и переводы на грузинский язык Звиад Гамсахурдия начал публиковать ещё в период учёбы на филологическом факультете ТГУ. К этому периоду относятся, в частности, переводы сказок Оскара Уайльда, а также выходят работы, посвящённые творчеству Уайльда, Уильяма Шекспира и Джонатана Свифта, дипломная работа была посвящена одной из работ Уильяма Морриса.
В 1962 году, после окончания университета, вышли переводы на грузинский язык произведений Шекспира «Король Лир», «Зимняя сказка», «Ромео и Джульетта», также он занимался исследованием поэтической школы Шекспира. В 1960-е годы Гамсахурдия выпустил ряд эссе, посвящённых творчеству английского поэта Перси Биша Шелли, и переводы его произведений «Философия любви», «Облако» и «Освобождённый Прометей».
В 1971 году издательство «Советская Грузия» опубликовало переведённую Звиадом на грузинский язык антологию американских поэтов.
В 1972 году вышла публикация, посвящённая американской поэзии XX века. Также в 1970-е годы Гамсахурдия работал над исследованием русских и англо-грузинских литературных связей, диссертационная работа Гамсахурдия была посвящена научному и критическому исследованию поэмы Шота Руставели «Витязь в тигровой шкуре».
Ещё в мае 1975 года Гамсахурдия стал главным редактором литературно-публицистического журнала на грузинском языке «Окрос Сацмиси» («Золотое руно»), затем с 1976 года совместно с Мерабом Костава выпускал ещё один журнал на грузинском языке — «Сакартвелос моамбе» («Вестник Грузии»). В сфере научных интересов Звиада Гамсахурдия были грузинская культура, теология, антропология, зарубежная литература и мифология. Он — автор монографий, научных трудов, разносторонних литературоведческих исследований, а также переводов произведений американских, английских и французских писателей.
С 1988 по 1991 год являлся сопредседателем общества Св. Ильи Праведного (вместе с М. Костава). За книгу «Язык образов „Витязя в барсовой шкуре“» литературоведческий учёный совет Института грузинской литературы им. Руставели АН Грузии в 1991 году присудил Звиаду Гамсахурдия учёную степень почётного доктора филологических наук.
Также Гамсахурдия является автором автобиографической книги «За независимую Грузию», вышедшей уже после его смерти в 1996 году.

### Политическая карьера
После начала перестройки Гамсахурдия принимал активное участие в политической деятельности и стал лидером блока «Круглый стол—Свободная Грузия».
В апреле 1989 года Гамсахурдия был одним из организаторов многодневного антиабхазского, антиосетинского и антисоветского митинга в Тбилиси, разогнанного в ночь на 9 апреля (в давке погибли 18 человек). После тбилисских событий правительство Грузинской ССР во главе с председателем Зурабом Чхеидзе было вынуждено подать в отставку, подал в отставку и первый секретарь ЦК КП Грузинской ССР Джумбер Патиашвили, а против Звиада Гамсахурдия, Мераба Костава и Георгия Чантурия прокуратура Грузии возбудила уголовное дело, которое 5 февраля 1990 года было прекращено «ввиду изменения обстановки» (за исключением Мераба Костава, который в октябре 1989 года погиб в автокатастрофе при невыясненных до конца обстоятельствах).
28 октября 1990 года прошли первые альтернативные выборы в Верховный Совет Грузинской ССР, на которых одержал победу националистический блок Звиада Гамсахурдия, получивший по итогам выборов 124 депутатских мандата (81 депутат по пропорциональным спискам и 43 депутата по мажоритарным округам). Сам Гамсахурдия был избран по избирательному округу № 2 (г. Тбилиси).
14 ноября 1990 года избран Верховным Советом Грузии его председателем. Решением этой сессии был объявлен переходный период до восстановления независимости Грузии (что мог делать только Съезд народных депутатов СССР). Республика изменила название на «Республика Грузия». Были приняты в качестве государственных флаг и герб Грузинской демократической республики. 
В 1991 году Гамсахурдия также занимал должность председателя Совета национальной безопасности Грузии.

#### Южная Осетия и национальные меньшинства
10 ноября 1989 года Совет народных депутатов Юго-Осетинской автономной области принял решение о преобразовании Юго-Осетинской автономной области в автономную республику в составе Грузинской ССР, но 16 ноября Президиум Верховного совета Грузинской ССР в постановлении «О решениях двенадцатой сессии Совета народных депутатов Юго-Осетинской автономной области двенадцатого созыва» признал это решение незаконным и создал «комиссию по изучению вопросов, связанных со статусом Юго-Осетинской АО». 23 ноября Звиад Гамсахурдия организовал мирный «поход на Цхинвали» пятидесяти тысяч грузинских националистов, которых войска Советской армии и несколько сотен жителей Цхинвали, с красными флагами и портретами Ленина, не пропустили в город. Мероприятие завершилось блокадой города прибывшими и привело к многочисленным жертвам среди населения. По данным осетинской стороны, за три месяца «блокады» было убито несколько десятков осетин и сотни были избиты. Сообщалось, что Гамсахурдия сказал осетинскому генералу Киму Цаголову: «Я приведу двухсоттысячную армию. Ни одного осетина не будет на земле Самачабло. Я требую, чтобы спустили советские флаги!» Как пишет российский политолог Сергей Маркедонов, по пути к столице автономной области, на митинге, состоявшемся в селе Ередви в 7 км от Цхинвала, Гамсахурдия заявил о том, что скоро будет в Цхинвали с 10 тысячами своих сторонников и резко высказался в адрес осетинского населения. После неудавшегося марша Гамсахурдия сказал, что мероприятие было проведено с целью устрашения осетин.
Помимо осетин, существенно ухудшилось положение и других национальных меньшинств. 16 июля 1991 года был принят президентский указ «Об урегулировании переселенческих процессов в Грузинской Республике», создавший законодательную основу для насильственного переселения национальных меньшинств, данный указ, в частности, предписывал соответствующим органам «установить правила купли домов (квартир), которые опустели в итоге эмиграции, и домов (квартир), хозяева которых хотят эмигрировать из республики…» и «оказывать содействие единому государственному фонду социальной защиты и демографии в работе по купле освобождённых домов». Во время поездки в Кварельский район летом 1990 года Гамсахурдия сделал следующее заявление:
«Кахетия всегда была демографически самым чистым районом, где грузинский элемент всегда преобладал, всегда властвовал. Сейчас там так устроили дело, что мы в раздумье: как спасти Кахетию? Тут татарство (т. е. азербайджанцы) поднимает голову и тягается с Кахетией, там — лекство (т. е. лезгины), там — армянство, а там ещё осетинство, и они вот-вот проглотят Кахетию».
В советское время на азербайджанцев приходилось 50 % населения Дманиси и Болниси. При Гамсахурдия азербайджанское население подверглось дискриминации. В рамках дискриминационной политики, в частности, было выселено 800 семей из Болниси. В конце 1980-х годов большинство азербайджанцев, занимающие высокие позиции в местных структурах управления в крае Квемо-Картли, были уволены со своих постов. В 1989 году произошли грузино-азербайджанские столкновения, связанные с требованиями азербайджанцев Марнеульского, Болнисского и Дманисского районов о создании Борчалинской автономии со столицей в Рустави, которые натолкнулись на сопротивление большинства этнических грузин. В начале 1990-х годов азербайджанцы эмигрировали из страха перед националистической политикой Гамсахурдия, причём в то же время были сменены названия 32 сёл, рек и гор с азербайджанского на грузинский язык.
11 декабря 1990 года Верховный Совет ГССР принял закон об упразднении Юго-Осетинской автономной области (отменён Президентом СССР Михаилом Горбачёвым 7 января 1991 года). В 1991 году Звиад Гамсахурдия заявил: «в Грузии есть осетины, но нет Осетии». Во время боевых действий в Южной Осетии, отвечая на вопрос журналистов, Гамсахурдия заявлял, что сепаратисты составляют ничтожное меньшинство населения Южной Осетии и не имеют права решать вопрос об отделении территорий.

#### Президент Грузии
«Пусть все знают, что мы боролись и боремся за восстановление религиозных и национальных идеалов наших предков».
В соответствии с Законом Республики Грузия «О референдуме» 31 марта 1991 года в республике прошёл референдум о восстановлении независимости Грузии, по итогам которого за независимость проголосовали 98,93 % (при явке в 90 %). 9 апреля в 12 часов 30 минут Верховный Совет Грузии принял Акт о восстановлении государственной независимости Грузии (на основании Акта о независимости Грузии от 26 мая 1918 года). Проводившийся ранее 17 марта 1991 года всесоюзный референдум о сохранении СССР в Грузии был бойкотирован, решение о непроведении референдума в Грузии было принято постановлением Верховного Совета Грузии от 28 февраля 1991 года.
14 апреля 1991 года на чрезвычайном заседании первой сессии Верховного Совета первым президентом независимой Грузии был избран Звиад Гамсахурдиа. Первым своим указом он предписал всем органам государственного управления «обеспечить системный характер кампании всеобщего национального и гражданского неповиновения», чтобы при достижении полной независимости Грузии не пострадали экономические интересы республики. 26 мая состоялись всеобщие президентские выборы, победу на которых одержал Звиад Гамсахурдия, набрав 87 (или 86,5) % голосов среди шести кандидатов. Известный советский философ Мераб Мамардашвили ещё в 1990 году сказал, что «если мой народ выберет Гамсахурдия, то я буду против своего народа».
19 августа 1991 года председатель Верховного совета Аджарии Аслан Абашидзе, узнав о выступлении ГКЧП в Москве, сообщил об этом по телефону Гамсахурдия, который в это время отдыхал со своей семьёй в высокогорном селе Казбеги Казбегского района, и уговорил его принять все требования ГКЧП — в первую очередь, согласиться на роспуск военизированных формирований.
Утром 19 августа Гамсахурдия исполнил указ ГКЧП о расформировании всех незаконных военных формирований, упразднив Национальную Гвардию и переподчинив её личный состав республиканскому МВД. После провала ГКЧП президент заявил, что это решение было принято во благо народа, для защиты от возможных силовых акций со стороны ЗакВО, однако, гвардия удалилась в Рконский лес. В этот же день Гамсахурдия отправил в отставку премьер-министра Тенгиза Сигуа и министра иностранных дел Георгия Хоштарию, которые обвинили его в предательстве. Новым премьер-министром Грузии стал Виссарион Гугушвили. 1 сентября сессия Совета народных депутатов Южной Осетии восстановила Республику Южная Осетия. 2 сентября в Тбилиси на проспекте Руставели состоялся митинг Национально-демократической партии Грузии (НДП), на котором выдвигались требования отставки президента и правительства Грузии до самоликвидации и перевыборов Верховного Совета. Находившийся на месте ОМОН открыл огонь, в результате чего ранения получили 6 человек. На следующий день командир Национальной гвардии Тенгиз Китовани отказался направлять в столицу батальон в целях усиления обороны президента от демонстрантов, после чего колонна гвардейцев начала возвращаться в Тбилиси из ущелья Ркони, приветствуя демонстрирующих против президента НДП, и местом дислокации избрала Шавнабаду (бывший комсомольский городок имени Дзнеладзе). К 11 сентября требование немедленной отставки Гамсахурдия поддержали лидеры 25 политических партий. В ходе перестрелки в ночь с 4 на 5 октября между военными подразделениями и оппозицией погибли двое сторонников Гамсахурдия, после чего 8 октября на чрезвычайной сессии парламент Грузии принял резолюцию, в которой эти события были расценены как попытка государственного переворота.
11 ноября 1991 года президент объявил о национализации имущества вооружённых сил СССР на территории Грузии. В дальнейшем формирование грузинских вооружённых сил происходило в обстановке резкого обострения обстановки в Абхазии и вооружённых столкновений между сторонниками и противниками Гамсахурдия.

##### Свержение

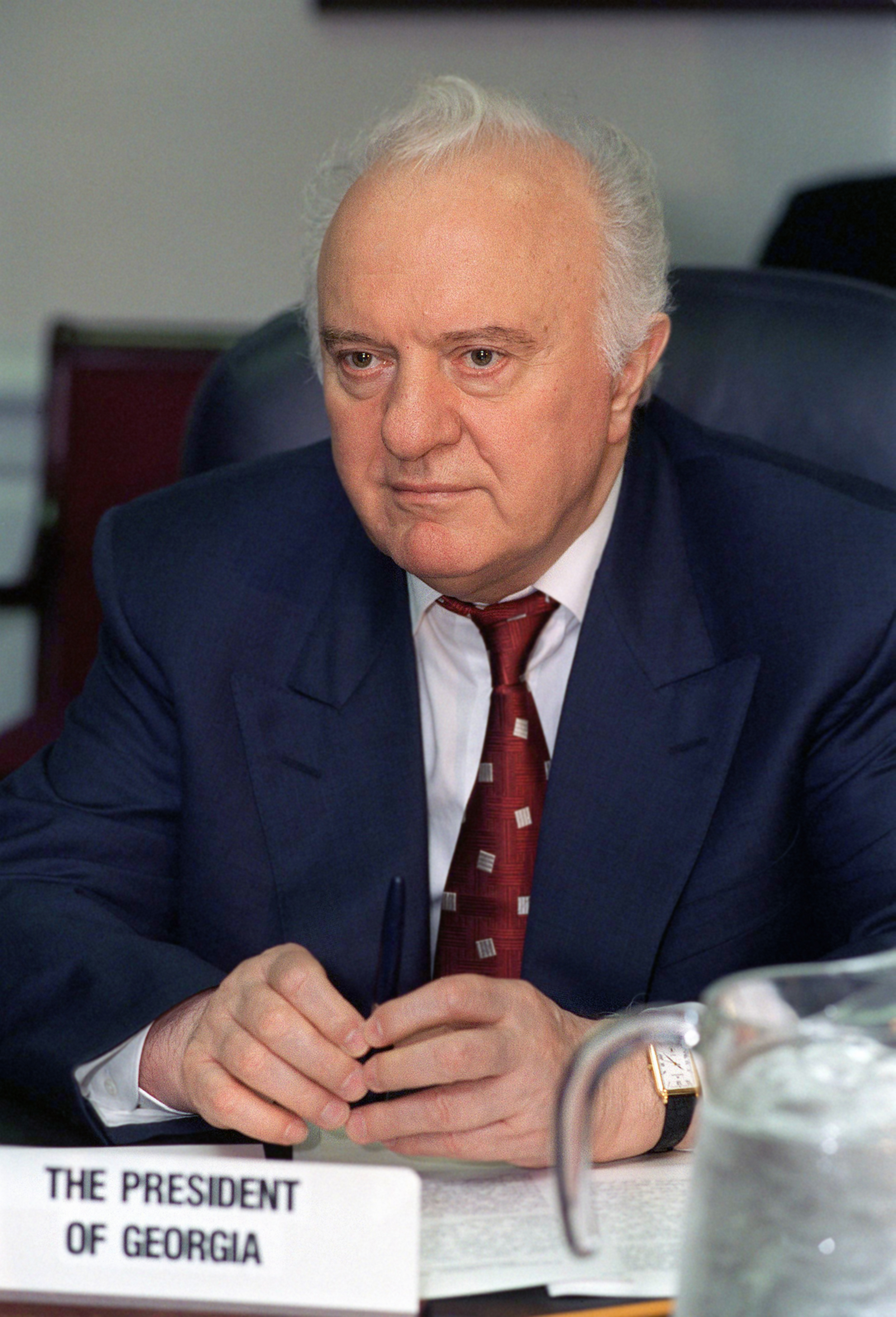
Эдуард Шеварднадзе, сменивший Гамсахурдию во главе Грузии

20 декабря 1991 года Гамсахурдия потребовал немедленного разоружения и роспуска Национальной гвардии, угрожая атаковать их базу четырьмя ракетами «земля—земля». Утром 22 декабря части Национальной гвардии под предводительством Тенгиза Китовани подняли в Тбилиси мятеж против Гамсахурдия. Мятежники захватили ряд стратегических объектов в городе и атаковали здание парламента.
Две недели на проспекте Руставели шла настоящая война с использованием артиллерии и танков, в результате вооружённых столкновений в центре Тбилиси погибли несколько десятков человек, центр города был сильно разрушен. 2 января 1992 года был создан Военный совет, объявивший о низложении Гамсахурдия, о введении чрезвычайного положения в Тбилиси с 3 января, временном приостановлении действия Конституции и роспуске парламента. 6 января Гамсахурдия вместе со своими сторонниками покинул бункер Дома правительства, а затем и страну. Предусмотренная ст. 121. 7 действовавшей на тот момент Конституции Грузии 1978 года процедура импичмента не была проведена, хотя пришедший к власти Военный Совет объявил её недействительной, заявив о восстановлении действия Конституции Грузинской демократической республики 1921 года (юридическая сила которой была признана Актом о восстановлении государственной независимости Грузии от 9 апреля 1991 года), в которой пост президента отсутствовал.
Спустя два месяца после военного переворота Военный совет самораспустился и передал власть Государственному совету Грузии, который возглавил приглашённый лидерами переворота Эдуард Шеварднадзе, экс-министр иностранных дел СССР, который был первым секретарём ЦК КП Грузинской ССР с 1972 по 1985 год.

## Конфликт с церковной элитой
Среди сторонников Звиада по сей день есть мнение, что церковная элита напрямую участвовала в планировании переворота и в этом играла огромную роль. Об этом открыто говорил его сын Цотне: «Глава ГПЦ вовсе не делал попытки примирить стороны. Он поддерживал режим диалога только с переворотчиками, благословил именно их.» Острый конфликт интересов был отмечен и политиками тех времён, и теологами, и иностранными журналистами.
По словам М. Гиоргадзе (был членом партии национал-демократов), Гамсахурдия был приверженцем идей антропософии Рудольфа Штайнера: «Это тоже создавало проблем».
Священнослужители и рядовые звиадисты и по сей день упрекают патриарха в сокрытии тяжёлых грехов.

## Борьба за власть

### Изгнание
После того, как Гамсахурдия покинул бункер здания правительства, он попытался получить политическое убежище в Азербайджане. В 9 утра его конвой пересёк границу с соседней республикой. В течение пяти часов он вёл по телефону разговор о предоставлении ему политического убежища, но ему было отказано. После этого Гамсахурдия со своими людьми направились в Армению, где 10 января он официально попросил политическое убежище, что и было предоставлено. В самой Грузии сторонники Гамсахурдия — звиадисты — не смирились с его изгнанием, встав в оппозицию новым властям. Сторонники Гамсахурдия даже захватили в Зугдиди автобус с армянами и предложили обменять их на «насильственно удерживаемого в Армении» президента Грузии. 14 января против свергнутого президента было возбуждено уголовное дело за «разжигание межнациональной розни, хищение государственных средств в особо крупных размерах, злоупотребление служебным положением и уничтожение архитектурно-исторических памятников». Следствие завершилось в мае 1992 года. Ставший и. о. премьер-министра Военного Совета Грузии Тенгиз Сигуа заявил после свержения первого президента страны:
Гамсахурдия не может принимать участия в последующей политической жизни, поскольку он является государственным преступником, а также психически нездоровым человеком. По этой же причине он не может предстать перед судом. Есть медицинские заключения, датированные 1950, 1956 и 1977 годами. Пять из шести врачей, дававших заключение о психически ненормальном состоянии Гамсахурдия, живы и готовы подтвердить свой диагноз.
Гамсахурдия принял приглашение президента самопровозглашённой Чеченской Республики (Нохчи-чо) Джохара Дудаева, который направил в Ереван за семьёй Гамсахурдия свой самолёт. В Грозном Звиада Гамсахурдия приняли с почестями 15 февраля 1992 года и поселили в городе. До этого, 16 октября 1991 года, Гамсахурдия выступил по телевидению с обращением к проживающим в Чечне грузинам, которых призвал голосовать за Джохара Дудаева на предстоящих 27 октября президентских выборах в Чечне. Будучи в Грозном, Гамсахурдия 13 марта 1992 года подписал Указ о признании государственной независимости Чеченской Республики.
Тем временем звиадисты продолжали боевые действия в Западной Грузии и на юге Абхазии. Находясь в изгнании, в ноябре 1992 года Гамсахурдия посетил Финляндию.

### Гражданская война

Карта гражданской войны в Грузии

14 июня 1993 года в Зугдиди по местному телевидению было зачитано обращение Звиада Гамсахурдия к нации, в котором говорилось о том, что в ближайшее время абхазам будут сданы Сухуми, Очамчира и Гали, а также содержался призыв к грузинским войскам присоединяться к звиадистским формированиям и совместно сражаться за восстановление власти Гамсахурдия, также он призвал своих сторонников к началу сбора подписей под требованием его возвращения на пост президента Грузии. Летом 1993 года во время продолжающихся боевых действий в Абхазии звиадисты во главе с Вахтангом (Лоти) Кобалия заняли ряд городов в Западной Грузии. В начале сентября 1993 года депутаты звиадистского парламента в Зугдиди призвали Гамсахурдия вернуться в Грузию, что он вскоре и сделал. После возвращения на родину 24 сентября 1993 года Гамсахурдия возглавил в Зугдиди так называемое «правительство в изгнании». В результате успешного наступления в октябре 1993 года звиадисты взяли под свой контроль значительную часть Западной Грузии (в том числе Ланчхути, стратегически важный порт Поти и стратегически важный железнодорожный узел Самтредиа) и вели наступление на второй по численности населения город Грузии Кутаиси. Переход под контроль звиадистов важных транспортных узлов Поти и Самтредиа, через которые осуществлялись в том числе и поставки продовольствия, создал угрозу массового голода в Восточной Грузии, а падение Кутаиси открывало звиадистам дорогу на Тбилиси. 10 октября Звиад Гамсахурдия провёл митинг, на котором он заверил своих сторонников в том, что «законная власть будет восстановлена». В свою очередь Прокуратура Грузии выдала санкции на арест Гамсахурдии, Лоти Кобалия, а также их сторонников. В заключении Прокуратуры бойцы отрядов Кобалия обвинялись, в частности, в массовых грабежах и убийствах в Поти и Самтредиа.
Грузинская армия, потерпевшая к этому времени поражение в Абхазии, была деморализована. Положение Шеварднадзе стало критическим, в этих условиях он обратился за помощью к народам и правительствам России, Азербайджана и Армении с просьбой предпринять срочные совместные меры по обеспечению бесперебойной работы дороги Поти — Тбилиси. Заручившись поддержкой российских миротворцев в том, что со стороны Абхазии наступление будет остановлено, правительство Шеварднадзе бросило оставшиеся верными части на звиадистов и в короткие сроки сумело организовать контрнаступление. 6 ноября 1993 года была захвачена штаб-квартира Гамсахурдия в Зугдиди, сам он с группой сторонников укрылся в горных районах Западной Грузии.

### Последние дни и гибель
В декабре 1993 года Звиаду Гамсахурдия становилось всё труднее укрываться от разыскивавших его правительственных отрядов, однако на предложения своих сторонников вернуться в Чечню он отвечал отказом. Постоянные переходы в горной местности в условиях ранних холодов и почти полное отсутствие лекарств и санитарных условий негативно сказались на здоровье Гамсахурдия и сопровождавших его лиц. По воспоминаниям сопровождавшего Гамсахурдия звиадистского премьер-министра Виссариона Гугушвили, в середине декабря Звиад вместе с ним и группой охранников находился в селе Джихашкари Зугдидского района, последние несколько дней декабря они провели в селе Дзвели Хибула Хобского района в горной области Самегрело, на протяжении последних дней состояние здоровья Гамсахурдия продолжало ухудшаться. Всего в доме в Дзвели Хибула, где остановился Гамсахурдия, было семь человек — сам Звиад, Гугушвили, двое охранников и хозяин дома с женой и сыном. Гамсахурдия с сопровождающей его группой жил на втором этаже, в одной комнате на одной кровати спал он сам и Гугушвили, в другой комнате — два охранника. 31 декабря 1993 года, находясь в Дзвели Хибула, Гамсахурдия погиб при невыясненных до конца обстоятельствах. О смерти Звиада стало официально известно 5 января 1994 года, когда об этом объявила вдова экс-президента Манана Арчвадзе-Гамсахурдия.
Со слов хозяина дома, он покончил жизнь самоубийством, выстрелив себе в голову из пистолета. Версию самоубийства поддерживает и Гугушвили — по его словам, в 00:30 ночи он проснулся от громкого хлопка рядом с собой, где лежал Гамсахурдия, и увидел кровь из его виска и пистолет в его руке. Однако версия самоубийства Гамсахурдия подвергалась сомнению, высказывалась версия об убийстве Звиада, в котором обвиняли Эдуарда Шеварднадзе. В дальнейшем, спустя 16 лет, было начато парламентское расследование обстоятельств смерти первого президента Грузии.
В интервью «Времени новостей» в 2009 году бывший премьер-министр Грузии Тенгиз Сигуа напомнил об ещё одной версии смерти — отравлении. По его словам, он слышал, что перед смертью Гамсахурдия отказывался от пищи и лишь пил чай, ссылаясь на страшные боли в животе. Об отказе Гамсахурдия от пищи в эти дни вспоминал и Виссарион Гугушвили, по его словам, Звиад жаловался на непроходимость кишечника, боли в животе и кишечнике и воспаление простаты, но от постановки клизмы отказался; вместе с тем Гугушвили не поддерживал версию отравления, по его словам, ухудшение здоровья Звиада было связано с сахарным диабетом.
В марте 2018 года бывший охранник Гамсахурдия Бадри Гогелашвили в эфире телеканала Рустави 2 заявил о том, что Гамсахурдия был убит, а его труп уже привезли в село Дзвели Хибула, при этом сам Гогелашвили не был очевидцем смерти Звиада и находился в это время в Грозном; владелец дома, в котором, по официальной версии, умер Гамсахурдия, опроверг данную версию, при этом он заявил, что не видел оружия ни в руках Гамсахурдия, ни рядом с ним.

### Расследование гибели
20 октября 2009 года парламент Грузии создал комиссию для расследования обстоятельств гибели Звиада Гамсахурдия, комиссию возглавил старший сын первого президента Константин Гамсахурдия. Спустя около двух месяцев после создания парламентской комиссии прокуратура Грузии не подтвердила ни факта самоубийства первого президента, ни факта убийства. Эксперт временной комиссии парламента по расследованию обстоятельств гибели Гамсахурдия экс-заместитель министра внутренних дел Михаил Осадзе заявил, что в результате работы было собрано 8 томов, в заключении было сказано, что не удалось получить информацию относительно самоубийства первого президента Грузии и в то же время, по данным прокуратуры, не удалось найти подтверждений убийства Гамсахурдия
В январе 2011 года Временная парламентская комиссия по изучению обстоятельств смерти первого президента страны пришла к выводу, что Звиад Гамсахурдия был убит, так как председатель комиссии, сын бывшего президента Константин, сделал заявление, что полученные в ходе многомесячного расследования данные «позволяют сделать единственное заключение, согласно которому президент стал жертвой убийства, а не суицида, как считалось до сих пор».
В 2015 году Главная прокуратура Грузии открыла уголовное дело по факту убийства Гамсахурдия, расследование дела продолжается по настоящее время.
31 декабря 2018 года истекал 25-летний срок давности, однако после голодовки, объявленной сыновьями Звиада Константином и Цотне, и после их встречи с генеральным прокурором Грузии Шалвой Тадумадзе в парламент страны поступил законопроект, предусматривающий увеличение срока уголовной ответственности по особо тяжким преступлениям с 25 до 30 лет. В конечном итоге срок давности был продлён, что дало Генпрокуратуре Грузии ещё пять лет, чтобы окончательно разобраться в обстоятельствах смерти Гамсахурдия.

## Захоронение Звиада Гамсахурдии
«Мы обязаны выполнить долг перед историей и перенести останки первого президента Грузии в Тбилиси».

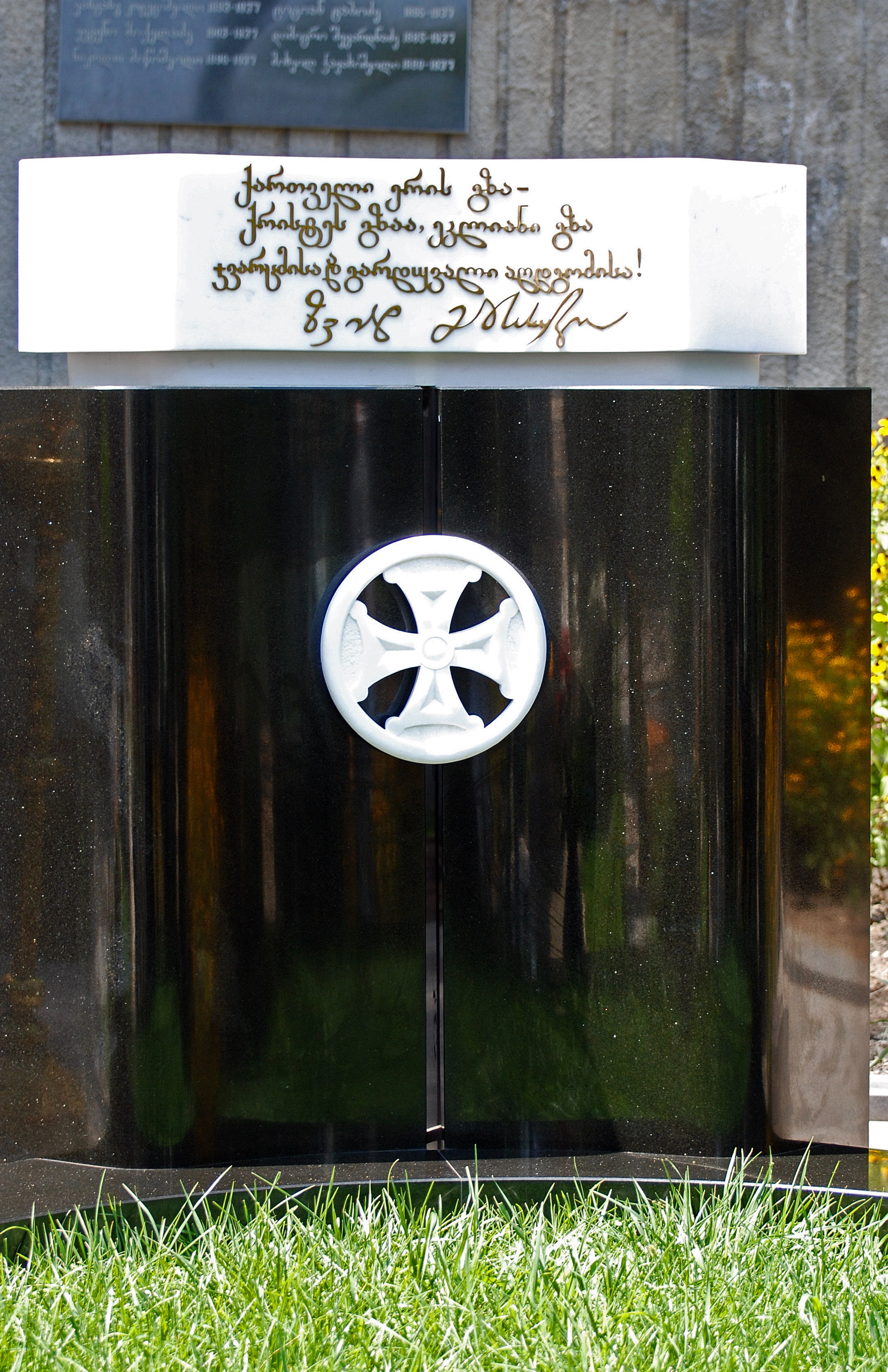
Надгробие Звиада Гамсахурдии в Тбилиси

В новогоднюю ночь 1994 года тело Гамсахурдия было перенесено в село Джихашкари Зугдидского района в дом, где ранее в декабре он жил со своими людьми. В ночь с 1 на 2 января Звиад Гамсахурдия был тайно похоронен в Джихашкари, однако вскоре члены его семьи из-за опасений осквернения могилы Звиада его противниками потребовали перезахоронить его тело на территории Чечни. 17 февраля 1994 года гроб с телом Звиада Гамсахурдия был доставлен в Чечню, где 24 февраля останки были с большими почестями захоронены в Грозном. Во время Первой чеченской войны могила Гамсахурдия была сильно повреждена. Во время второй войны 1999 года захоронению угрожало полное разорение, и прах Гамсахурдия был перезахоронен повторно, перезахоронением руководил бывший руководитель охраны Джохара Дудаева Абу Арсанукаев.
Местонахождение третьей могилы держалось в секрете, и многие были убеждены в том, что останки Звиада Гамсахурдия утеряны навсегда. Ранее вдова экс-президента Манана Арчвадзе-Гамсахурдия возражала против перезахоронения останков Звиада Гамсахурдия в Грузии до тех пор, пока не будут закрыты все возбужденные против него уголовные дела и не будет названо имя убийцы Звиада. 3 марта 2007 года останки всё же были найдены на территории грозненского Парка культуры и отдыха им. Кирова, присутствовавший при поиске и обнаружении останков Звиада Гамсахурдия его сын Цотне опознал их по предметам, положенным в могилу при захоронении, спустя два дня найденные останки были отправлены на экспертизу в Ростов-на-Дону. Уже на следующий день после находки начались переговоры между Грузией и Россией о перезахоронении тела на грузинской земле.
27 марта 2007 года были опубликованы результаты экспертизы, согласно которым найденное на территории грозненского парка тело действительно принадлежало Звиаду Гамсахурдия. В этот же день останки Звиада Гамсахурдия были доставлены на контрольно-пропускной пункт «Верхний Ларс» в районе российско-грузинской границы на Военно-Грузинской дороге, у КПП гроб с телом Гамсахурдия ждали его вдова Манана, младший сын Георгий и сотни сторонников первого президента Грузии. Гроб с телом Гамсахурдия пересёк российско-грузинскую границу в ночь на 28 марта и утром был доставлен в Тбилиси, в дом его семьи (Колхская башня). 31 марта 2007 года гроб с останками Гамсахурдия был доставлен из его дома в Патриарший Собор Светицховели в Мцхете. Заупокойную службу отслужил Католикос-патриарх Грузинский Илия II.
1 апреля 2007 года Звиад Гамсахурдия был с военными и государственными почестями похоронен в пантеоне государственных и общественных деятелей Грузии возле церкви Святого Давида на горе Мтацминда. На церемонии прощания присутствовали 35 тыс. человек, включая президента Михаила Саакашвили, главу прогрузинского правительства Южной Осетии Дмитрия Санакоева и посла России Вячеслава Коваленко. Во время похорон на площади перед парламентом похоронную процессию ждали несколько десятков тысяч человек, сторонников первого президента. Когда процессия приблизилась к площади, сторонники Гамсахурдия стали скандировать: «Звиад! Мы с тобой!», затем перед гробом несли портреты Звиада Гамсахурдиа и декларацию независимости Грузии, подписанную им.
17 февраля 2010 года Манана Арчвадзе-Гамсахурдия пыталась выкопать останки Звиада Гамсахурдия в Мтацминдском пантеоне, таким образом протестуя против удержания под арестом её сына Цотнэ, обвинённого в преступлении.

## Личная жизнь
Помимо родного мегрельского языка также владел грузинским, русским, английским, французским и немецким языками.
Звиад Гамсахурдия был женат дважды: Первая жена — Дали Михайловна Лолуа (1941 г.р.), пианистка, работала в консерватории; от этого брака сын Константин Гамсахурдия (1961 г.р.) — лидер политического движения «Свобода». 

Вторым браком был женат на Манане Арчвадзе, с которой познакомился в 1970-х годах и которая работала педиатром; от этого брака двое сыновей: Цотне (1976 г.р.) и Георгий (1979 г.р.).
Четверо внуков: Звиад и Дмитрий (сыновья Константина) и Тамара и Даниил (дети Цотнэ).

## Награды
- Орден Национального героя (26 октября 2013, посмертно, указом президента Грузии Михаила Саакашвили)[101].

## Критика
Звиад Гамсахурдия — противоречивая фигура для Грузии. Принимая участие в диссидентской деятельности и грузинском национальном движении, Гамсахурдия первым среди новых руководителей союзных республик объявил о выходе Грузии из состава СССР. Вместе с тем критики Гамсахурдия считают, что своими действиями он провоцировал национальную вражду между Грузией и Россией, вслед за обострением военно-политической обстановки последовал глубокий кризис экономики Грузии.
В интервью немецкому журналу «Шпигель» 13 апреля 1992 года ставший главой Грузии Эдуард Шеварднадзе, комментируя свержение Гамсахурдии, заявил, что результат свободных выборов ещё не гарантировал демократическое развитие Грузии, обвинил Гамсахурдия в антидемократичности и сравнил его с Гитлером, заявив, что «Гитлер также был демократически избран».
Заместитель директора Института демографии и социологических исследований Академии наук Грузии Реваз Гачечиладзе в 1992 году в одной из своих статей охарактеризовал период правления Звиада Гамсахурдия как авторитарный, отмечая среди признаков авторитаризма вмешательство президента в работу сессий Верховного Совета, подчинение министерств непосредственно президенту и ряд других действий в политической и общественной жизни Грузии.
Вместе с тем, Звиад Гамсахурдия продолжает оставаться достаточно популярной фигурой в Грузии, его сторонники после смерти Звиада присоединились к различным политическим движениям, некоторые из них продолжали борьбу с правительством Шеварднадзе, в том числе и вооружённую — так, 19 октября 1998 года в Западной Грузии вспыхнул мятеж группы офицеров-звиадистов во главе с Акакием Элиавой. На следующий день часть мятежников сдалась, Акакий Элиава вместе со своими сторонниками скрылся в лесах и был убит 9 июля 2000 года в Зестафони в ходе спецоперации.
Уже после свержения Гамсахурдии (в ноябре 1992 года) его коллега по Хельсинской группе политик В. И. Новодворская (ранее приглашённая Гамсахурдией на роль советника по правам человека) охарактеризовала его как человека, «не понимающего в государственной науке», но хорошо разбирающегося в человеческих правах, интеллигентного, аскетичного, далёкого от национализма и авторитаризма, неудобного для коррумпированных политических сил (Мхедриони, наркомафии, российских авторитетов и иных лидеров теневой экономики), при этом оболганного пропагандой и неумеющего с ней бороться.
После революции роз в ноябре 2003 года новый президент Грузии Михаил Саакашвили в январе 2004 года подписал декларацию «О национальном согласии и примирении», помиловав 30 бывших сторонников Звиада Гамсахурдия, которые были арестованы в годы правления Эдуарда Шеварднадзе, заявив о намерении перезахоронения Гамсахурдии в Грузии и о желании «объединить Грузию и залечить раны».
В донесении агента ЦРУ за июль 1991 года, рассекреченном в 2010 году, Гамсархурдия был охарактеризован как человек, нетерпимый к политическим оппонентам, а также к грузинским этническим меньшинствам. Он пытался установить контроль над СМИ и ввести закон, ограничивающий гражданство Грузии и право собственности людьми, чьи потомки жили в Грузии до 1801 года. На одной пресс-конференции он обвинил журналистов «Радио Свобода» и Wall Street Journal в том, что они инструменты Кремля, и потребовал их покинуть конференцию. Он называл осетин и их лидеров преступниками и предателями.

## Память

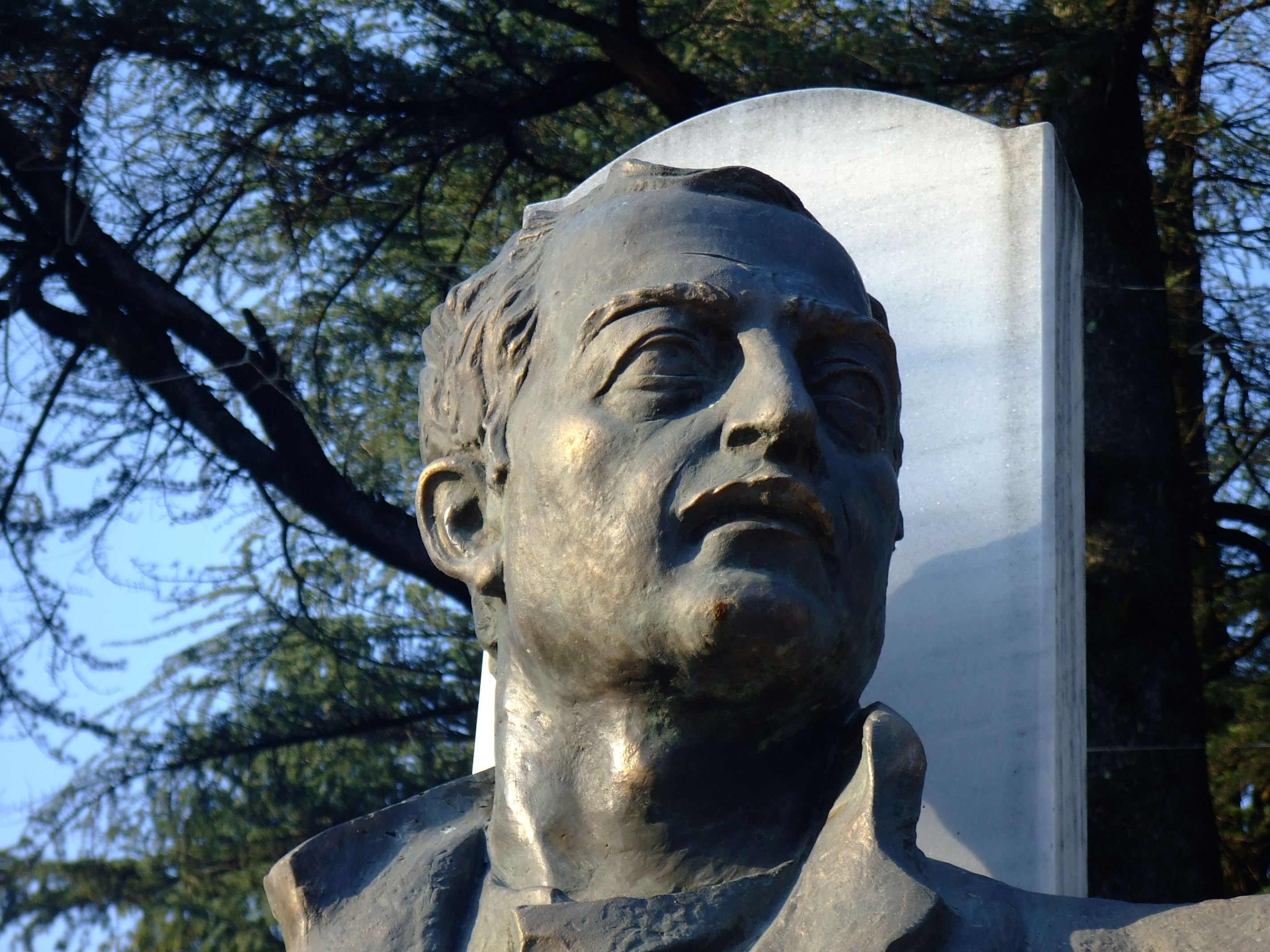
Памятник Звиаду Гамсахурдия в Зугдиди.

После Революции роз и амнистии ряда бывших звиадистов были предприняты ряд мероприятий по увековечению памяти Звиада Гамсахурдии. Указом президента Михаила Саакашвили 2004 год был официально объявлен годом памяти Звиада Гамсахурдия.
В настоящее время именем Звиада Гамсахурдия названы средние школы в Рустави и Зестафони, проспект в Кутаиси, улицы в Зугдиди, Батуми и Тбилиси (ранее улица в Тбилиси называлась «набережная Сталина»).
Летом 2013 года депутаты тбилисского городского совета (сакребуло) предложили назвать именем Гамсахурдия международный аэропорт Тбилиси, однако инициатива так и не была реализована.
В марте 2014 года президент Грузии Георгий Маргвелашвили принял решение об учреждении стипендии имени Звиада Гамсахурдия для лучших студентов факультета филологии Тбилисского государственного университета имени Иванэ Джавахишвили.
В 2017 году был выпущен посвящённый Гамсахурдии грузино-французско-германский фильм «Хибула» грузинского режиссёра Георгия Овашвили о последних днях жизни Гамсахурдия, при этом его имя в фильме не раскрывается, равно как не раскрываются и обстоятельства его смерти.
3 августа 2018 года приказом директора Национального агентства охраны культурного наследия дом в селе Дзвели Хибула, в котором Гамсахурдия провёл последние дни своей жизни, получил статус недвижимого памятника культурного наследия. В 2015 году дом был приобретён одной из общественных групп, новый владелец дома заявил о готовности передать дом государству для создания в нём мемориального музея Звиада Гамсахурдия.

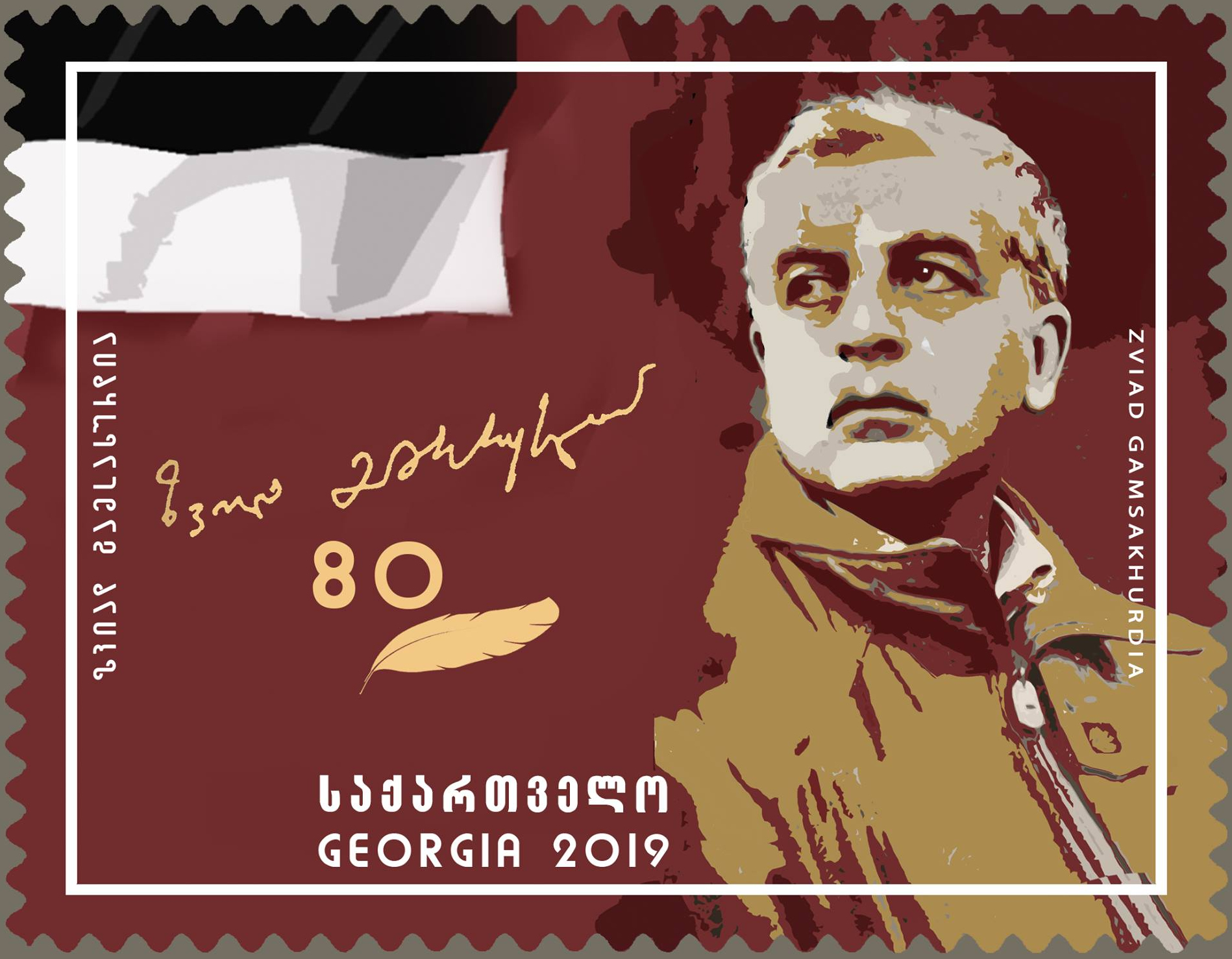
Почтовая марка Грузии, приуроченная к 80-летию со дня рождения первого президента Грузии Звиада Гамсахурдия, 2019

В 2019 году Почта Грузии выпустила почтовую марку, приуроченная к 80-летию со дня рождения первого президента Грузии Звиада Гамсахурдия.